# Twilight Q
Twilight Q (トワイライトQ, Towairaito Kyū) est une série d'OVA en deux parties publiée au Japon en 1987 par Network Frontier (aujourd'hui Bandai Visual). 
La série est similaire à The Twilight Zone en matière de contenu et de présentation. Elle a été diffusée au Japon sur la chaîne dédié aux anime Animax le 5 août 2007. 

## Récit
La première partie, Time Knot: Reflection (時の結び目 Reflection, Toki no Musubime Rifurekushon) narre l'histoire de deux filles en vacances à la plage où l'une d'elles découvre un vieil appareil photo. Elle développe le film qui dévoile qu'elle apparaît sur une des photos, bras dessus dessous, avec un jeune homme, même si elle ne se souvient pas de la photo prise. Elle découvre ensuite que l'appareil photo est un modèle qui n'est pas encore sorti.  
La deuxième partie, Mystery Article File 538 (迷宮物件 File538, Meikyū Bukken Fairu Go San Hachi), suit un détective qui enquête sur les disparitions mystérieuses d'avions et sur une enquête sur un père et sa fille.  

## Distribution

### Partie 1
- Mayumi : Mako Hyōdō (ja)
- Kiwako : Miina Tominaga (ja)
- Uemura : Masahiro Anzai
- Hirata : Yasuyuki Hirata (ja)
- Papa : Natsuo Tokuhiro (ja)
- Maman : Kumiko Takizawa (ja)
- Professeur : Rokurō Naya (ja)

### Partie 2
- Homme : Tetsuya Kaji
- Jeune fille : Mako Hyōdō (ja)
- Animateur radio : Shigeru Chiba

## Personnel

### Partie 1
- Réalisateur : Tomomi Mochizuki
- Histoire originale, scénario : Kazunori Itō
- Conception du personnage : Akemi Takada
- Directeur d'animation : Masako Gotō
- Directeur artistique : Shichirō Kobayashi
- Directeur audio : Shigeharu Shiba
- Musique : Kenji Kawai
- Production : Ajiadō

### Partie 2
- Histoire originale, Scénario, Réalisateur : Mamoru Oshii
- Producteur : Shin Unosawa, Makoto Kubo
- Design des personnages : Katsuya Kondō
- Directeur d'animation : Shinji tsuka
- Directeur artistique : Hiromasa Ogura
- Directeur de la caméra : Seiichi Morishita
- Directeur audio : Shigeharu Shiba
- Musique  : Kenji Kawai
- Animation clé : Kitarō Kōsaka, Katsuya Kondō, Makiko Futaki, Toshio Kawaguchi, Shinji Shuji, Masaaki Endō
- Production : Network Frontier Jigyōbu, Studio Deen